# Женский мировой шоссейный кубок UCI 2012
Женский мировой шоссейный кубок UCI 2012 — 15-й сезон одноимённого шоссейного сезонного соревнования.

## Обзор сезона
Календарь турнира претерпел изменения. По сравнению с прошлым сезоном первой гонкой вместо Трофея Альфредо Бинды — коммуны Читтильо стал Тур Дренте. А уже после начала сезона из-за финансовых проблем был отменён Гран-при Вальядолида. Таким образом турнир стал состоять из 8 однодневных гонок, включая одну командную гонку, которые также входили в Женский мировой шоссейный календарь UCI 2012. Турнир стартовал в середине марта в Европе где течение месяца было проведено четыре гонки. После этого в середине мая была проведена одна гонка в Китае. Заключительные три гонки прошли во второй половине августа снова в Европе.
Регламент турнира остался прежним. Индивидуальный рейтинг предусматривал начисление очков первым 20 гонщицам на каждой гонке. Помимо этого по итогам командной гонки начислялись очки, в зависимости от занятого командой места, первым четырём или большему количеству гонщиц команды одновременно пересёкшим финишную черту. Если команда пересекала финишную линию менее чем с четырьмя гонщицами то очки не начислялись. Победитель сезона определялся по общей сумме набранных очков независимо от количества проведённых гонок. Командный рейтинг рассчитывался путём сложения очков за командную гонку и набранных очков четырьмя лучшими гонщицами команды на каждой из всех остальных гонок.
Начисляемые очки
| Место             | 1  | 2  | 3  | 4  | 5  | 6  | 7  | 8  | 9  | 10 | 11 | 12 | 13 | 14 | 15 | 16 | 17 | 18 | 19 | 20 |
| ----------------- | -- | -- | -- | -- | -- | -- | -- | -- | -- | -- | -- | -- | -- | -- | -- | -- | -- | -- | -- | -- |
| Однодневная гонка | 75 | 50 | 35 | 30 | 27 | 24 | 21 | 18 | 15 | 11 | 10 | 9  | 8  | 7  | 6  | 5  | 4  | 3  | 2  | 1  |
| Командная гонка   | 35 | 30 | 25 | 20 | 16 | 15 | 14 | 13 | 12 | 11 | 10 | 9  | 8  | 7  | 6  | 5  | 4  | 3  | 2  | 1  |

| Место           | 1   | 2   | 3   | 4  | 5  | 6  | 7  | 8  | 9  | 10 | 11 | 12 | 13 | 14 | 15 | 16 | 17 | 18 | 19 | 20 |
| --------------- | --- | --- | --- | -- | -- | -- | -- | -- | -- | -- | -- | -- | -- | -- | -- | -- | -- | -- | -- | -- |
| Командная гонка | 140 | 120 | 100 | 80 | 64 | 60 | 56 | 52 | 48 | 44 | 40 | 36 | 32 | 28 | 24 | 20 | 16 | 12 | 8  | 4  |

Победительницей индивидуального рейтинга четвёртый раз стала нидерландка Марианна Вос которая выиграла 3 гонки, она также стала первой и по итогам Мирового календаря UCI 2012. Второе место заняла немка Юдит Арндт, третье – американка Эвелин Стивенс. Среди команд второй год подряд вновь первенствовала нидерландская Rabobank Women называвшаяся в начале сезона Stichting Rabo Women (в прошлом году называлась Nederland Bloeit).

## Календарь
| 10 мар | Тур Дренте                               | CDM | Марианна Вос          | Кирстен Вилд       | Эмма Юханссон       |
| 25 мар | Трофей Альфредо Бинды - коммуны Читтильо | CDM | Марианна Вос          | Татьяна Гудерцо    | Трикси Воррак       |
| 1 апр  | Тур Фландрии                             | CDM | Юдит Арндт            | Кристин Армстронг  | Джоэль Нумайнфилле  |
| 18 апр | Флеш Валонь                              | CDM | Эвелин Стивенс        | Марианна Вос       | Линда Виллумсен     |
| 13 май | Тур острова Чунмин Кубок мира            | CDM | Шелли Олдс            | Мелисса Хоскинс    | Мония Баккаилле     |
| 17 авг | Опен Воргорда TTT                        | CDM | Specialized-Lululemon | Orica-AIS          | Rabobank Women      |
| 19 авг | Опен Воргорда RR                         | CDM | Ирис Слаппендел       | Ханка Купфернагель | Марианна Вос        |
| 25 авг | Гран-при Плуэ - Бретань                  | CDM | Марианна Вос          | Тиффани Кромвель   | Элиза Лонго Боргини |

## Итоговый рейтинг
| Индивидуальный рейтинг | Индивидуальный рейтинг | Индивидуальный рейтинг      | Индивидуальный рейтинг | Индивидуальный рейтинг |
| Гонщик                 | Гонщик                 | Команда                     | Очки                   |                        |
| ---------------------- | ---------------------- | --------------------------- | ---------------------- | ---------------------- |
| 1-й                    | Марианна Вос           | Stichting Rabo Women        | 335 очков              |                        |
| 2-й                    | Юдит Арндт             | GreenEdge-AIS               | 187 очков              |                        |
| 3-й                    | Эвелин Стивенс         | Specialized-Lululemon       | 152 очков              |                        |
| 4-й                    | Трикси Воррак          | Specialized-Lululemon       | 142 очков              |                        |
| 5-й                    | Шелли Олдс             | AA Drink-Leontien.nl        | 125 очков              |                        |
| 6-й                    | Эмма Юханссон          | Hitec Products-Mistral Home | 110 очков              |                        |
| 7-й                    | Ирис Слаппендел        | Stichting Rabo Women        | 109 очков              |                        |
| 8-й                    | Кирстен Вилд           | AA Drink-Leontien.nl        | 108 очков              |                        |
| 9-й                    | Тиффани Кромвель       | GreenEdge-AIS               | 89 очков               |                        |
| 10-й                   | Линда Виллумсен        | GreenEdge-AIS               | 76 очков               |                        |

| Командный рейтинг | Командный рейтинг               | Командный рейтинг | Командный рейтинг |
| Команда           | Команда                         | Очки              |                   |
| ----------------- | ------------------------------- | ----------------- | ----------------- |
| 1-й               | Stichting Rabo Women            | 606 очков         |                   |
| 2-й               | GreenEdge-AIS                   | 502 очков         |                   |
| 3-й               | Specialized-Lululemon           | 470 очков         |                   |
| 4-й               | AA Drink-leontien.nl            | 387 очков         |                   |
| 5-й               | Hitec Products                  | 203 очков         |                   |
| 6-й               | RusVelo                         | 141 очков         |                   |
| 7-й               | Skil-Argos                      | 123 очков         |                   |
| 8-й               | MCipollini - Giambenini - Gauss | 121 очков         |                   |
| 9-й               | Dolmans-Boels                   | 96 очков          |                   |
| 10-й              | Faren-Honda                     | 85 очков          |                   |